# The Sickness
The Sickness je debitanski album američkog nu metal sastava Disturbed. Sniman je u zimu 1999., a objavljen 7. ožujka 2000.

## Popis pjesama
1. "Voices" – 3:11
2. "The Game" – 3:47
3. "Stupify" – 4:34
4. "Down with the Sickness" – 4:38
5. "Violence Fetish" – 3:23
6. "Fear" – 3:46
7. "Numb" – 3:44
8. "Want" – 3:52
9. "Conflict" – 4:35
10. "Shout 2000" – 4:17 (Tears for Fears Cover)
11. "Droppin' Plates" – 3:49
12. "Meaning of Life" – 4:02

- Note: Sve skladbe komponirali su Dan Donegan, Steve "Fuzz" Kmak, David Draiman i Mike Wengren, osim gdje je drugačije naznačeno.

### Australske i japanske bonus skladbe
1. "God of the Mind" – 3:04
2. "Stupify" (Live) – 4:53
3. "The Game" (Live) – 3:52
4. "Voices" (Live) – 3:35
5. "Down with the Sickness" (Live) – 6:16

### Skladbe na B-strani
Na albumu se nalaze četiri skladbe na B-strani, koje su se trebale biti drugačije objavljene kao filmska glazba.
- "Divide" - Not yet released
- "Perfect Insanity" - 4:15 - M.O.L. DVD
- "God of the Mind" - 3:04 - Valentine filmska glazba, preuzeta verzija od The Sicknessa
- "A Welcome Burden" - 3:31 - glazba iz filma Dracula 2000

## Top lista singlova
| Godina | Singl                  | Top lista                    | Pozicija |
| ------ | ---------------------- | ---------------------------- | -------- |
| 2000.  | Stupify                | Mainstream Rock Tracks (SAD) | No. 12   |
| 2000.  | Stupify                | Modern Rock Tracks (SAD)     | No. 10   |
| 2000.  | Voices                 | Mainstream Rock Tracks (SAD) | No. 16   |
| 2000.  | Voices                 | Modern Rock Tracks (SAD)     | No. 18   |
| 2001.  | Voices                 | UK Singles Chart             | No. 52   |
| 2001.  | Down with the Sickness | Mainstream Rock Tracks (SAD) | No. 5    |
| 2001.  | Down With The Sickness | Modern Rock Tracks (SAD)     | No. 8    |
| 2002.  | The Game               | Mainstream Rock Tracks (SAD) | No. 34   |

## Top lista albuma
| Godina | Album        | Top lista            | Pozicija |
| ------ | ------------ | -------------------- | -------- |
| 2000.  | The Sickness | Heatseekers          | No. 3    |
| 2000.  | The Sickness | The Billboard 200    | No. 29   |
| 2000.  | The Sickness | Canadian Album Chart | No. 94   |
| 2000.  | The Sickness | UK Album Chart       | No. 102  |